# Florin-Claudiu Roman
Florin-Claudiu Roman (ur. 22 kwietnia 1974 w Alba Iulia) – rumuński polityk, ekonomista, urzędnik i samorządowiec, deputowany, w 2021 minister badań naukowych, innowacji i cyfryzacji.

## Życiorys
Ukończył nauki ekonomiczne w 1996 na Uniwersytecie Babeșa i Bolyaia w Klużu-Napoce (ze specjalizacją z rachunkowości i zarządzania finansami) oraz w 2011 na Universitatea „Athenaeum” w Bukareszcie (ze specjalizacją z rachunkowości i informatyki zarządczej). W 2012 uzyskał magisterium z technik komunikacji na Universitatea Titu Maiorescu w Bukareszcie.
Pracował jako kierownik sekcji w firmie medialnej Mediafax (1997–2005) i jako doradca w gabinecie prezesa urzędu regulacji energetyki (2005–2006). Później był członkiem i przewodniczącym rad dyrektorów różnych przedsiębiorstw (takich jak Daewoo Automobile România czy Eximbank). W latach 2006–2011 pełnił funkcję sekretarza generalnego CSA (Comisia de Supraveghere a Asigurărilor), państwowej komisji do spraw nadzoru ubezpieczeniowego. Zaangażował się w działalność polityczną w ramach Partii Narodowo-Liberalnej. W latach 2012–2016 zajmował stanowisko wiceprzewodniczącego rady okręgu Alba.
W 2016 został wybrany w skład Izby Deputowanych. Z powodzeniem ubiegał się o poselską reelekcję w 2020 i 2024. Obejmował funkcje wiceprzewodniczącego i przewodniczącego frakcji PNL, w 2021 czasowo wykonywał obowiązki przewodniczącego niższej izby rumuńskiego parlamentu.
W listopadzie 2021 objął stanowisko ministra badań naukowych, innowacji i cyfryzacji w rządzie, na czele którego stanął wówczas Nicolae Ciucă. Ustąpił z tej funkcji w następnym miesiącu po tym, jak dziennikarze zarzucili mu podawanie nieprawdziwych informacji w życiorysie, a także podnieśli zarzuty plagiatu.